# Liv Uchermann Selmer
Liv Uchermann Selmer, född 7 januari 1893, död 24 januari 1983, var en norsk skådespelare.
Uchermann Selmer spelade 1921 rollen som Eline i Henrik Ibsens Fru Inger til Østråt. År 1923 verkade hon vid Nationaltheatret och spelade bland annat den grönklädda kvinnan i Ibsens Peer Gynt. Hon var 1929–1963 knuten till Det Nye Teater (senare Oslo Nye Teater). År 1938 spelade hon i Radioteatrets uppsättning av Ibsens Brand.
Vid sidan av teatern verkade hon som filmskådespelare. Hon debuterade 1938 i Rasmus Breisteins Ungen och medverkade i sammanlagt 16 film- och TV-produktioner 1938–1966.

## Filmografi
- 1938 – Ungen
- 1940 – Tante Pose
- 1940 – Tørres Snørtevold
- 1942 – Jeg drepte!
- 1942 – Den farlige leken
- 1943 – Sangen til livet
- 1943 – Vigdis
- 1944 – Kommer du, Elsa?
- 1948 – Den hemlighetsfulla våningen
- 1951 – Dei svarte hestane
- 1952 – Trine!
- 1959 – 5 loddrett
- 1961 – Norges söner
- 1964 – Klokker i måneskinn
- 1965 – Hjelp – vi får leilighet!
- 1966 – Lille Lord Fauntleroy (TV-serie)